# Proceso del vitriolo
El proceso del vitriolo es el método más antiguo de producción de ácido sulfúrico. El método se basa en la descomposición térmica de  sulfatos de origen natural, los llamados vitriolos. Debido a las altas temperaturas requeridas, el procedimiento era caro, y después del desarrollo de alternativas, rápidamente fue desplazado. La primera mención aparece en los escritos del alquimista Jabir ibn Hayyan en el siglo VIII y se utilizó para la producción de óleum hasta el desarrollo del proceso de contacto, utilizado a partir de la década de 1870.

## Historia
Después de la primera mención de Jabir ibn Hayyan los alquimistas San Alberto Magno y Basilius Valentinus describen con más detalle el proceso. La materias primas son alumbre y calcantita (vitriolo azul) como. Desde el siglo XVI debido una mayor demanda del ácido sulfúrico,  se empleó el proceso del vitriolo a escala industrial. Después de que el foco de la producción se centraba en Nordhausen , el producto era también llamado vitriolo de Nordhausen. Por lo general como materia prima se utilizaba sulfato de hierro (II) (vitriolo verde, FeSO4·7H2O). Esto fue en retortas calentadas y a continuación el trióxido de azufre se mezclaba con agua para obtener el aceite de vitriolo. Había varias galerías de hornos con retortas, algunos de los cuales con varios niveles, en paralelo, al fin de obtener mayores cantidades de aceite de vitriolo.
Pero el procedimiento era costoso y engorroso.

Francia a últimos del siglo XVIII necesitaba importar gran parte del carbonato sódico para sus industrias y el rey Luis XVI junto a la Academia de las Ciencias Francesa ofrecieron un premio de 12.000francos en 1783 por idear un proceso para producirlo a partir de la sal marina. El ganador, en 1791, fue Nicolas Leblanc, químico y médico de Luis Felipe II, duque de Orleans. Premio que no llegó a cobrar.

Con la aparición del "proceso Leblanc", patentado en 1791, ese mismo año se montó la primera planta de carbonato sódico, con la ayuda del duque en la localidad de Saint Denis, y esta comenzó a producir 320 toneladas de ceniza de sosa (carbonato sódico) por año. Este material obtenido, el carbonato de sodio, es necesario en la industria del vidrio, jabón, textil, papel, jabón, etc, pero necesita del ácido sulfúrico. Por lo que aumentó la demanda de producción del ácido sulfúrico, necesitando una alternativa más barata que el proceso del vitriolo. Se desarrolló entonces el proceso de cámaras de plomo,  menos costoso, pero con el inconveniente de producir ácido sulfúrico con una concentración menor, entre el 60 y el 78% de pureza, mientras que con el proceso del vitriolo se obtenía ácido concentrado y óleum. Por lo que el proceso del vitriolo se siguió empleando para fines más específicos.

Así por ejemplo, a mitad del siglo XIX, la compañía Vitriolhütten Starck, fundado por Johann David von Starck, en el Bosque de Bohemia era la más importante. Aquí en 1873 se utilizaron unas 120 galerías de hornos en 12 cabañas, cada galería de hornos tenía alrededor de 300 retortas. La producción total de aceite de vitriolo en Bohemia en 1845 era de unos 50.000 quintales. Actualmente, este proceso está abandonado para una producción industrial.

El proceso de cámaras de plomo se continúa utilizando, pero en menor medida, ya que la concentración obtenida, aunque menor, es adecuada para producir la mayor parte del ácido sulfúrico utilizado en fabricar fertilizantes.

Solo con la aparición del proceso de contacto, método patentado por Peregrine Phillips, un comerciante de vinagre británico, en 1831, se pudo obtener ácido sulfúrico concentrado, en torno al 98% en peso, aunque necesitando de materias primas más puras y catalizadores.

## Proceso
El método se basa en la descomposición de sulfatos a altas temperaturas y la reacción del trióxido de azufre resultante con agua para formar ácido sulfúrico.
En un primer paso se escinde por las altas temperaturas el agua de cristalización:
{\displaystyle FeSO_{4}\cdot 7\ H_{2}O+Calor\to FeSO_{4}(anhidro)+7H_{2}O(g)}
el hierro divalente se oxida con oxígeno a trivalente. 
{\displaystyle \mathrm {6\ FeSO_{4}+O_{2}\longrightarrow 2\ Fe_{2}(SO_{4})_{3}+2\ FeO} }
oxidación del sulfato de hierro (II).
Después se descompone el sulfato de hierro (III) a óxido de hierro (III) y trióxido de azufre.
{\displaystyle \mathrm {Fe_{2}(SO_{4})_{3}\longrightarrow Fe_{2}O_{3}+3\ SO_{3}} }
Descomposición del sulfato de hierro (III)
El trióxido de azufre resultante se hace reaccionar luego con agua para formar ácido sulfúrico.
{\displaystyle \mathrm {SO_{3}+H_{2}O(l)\longrightarrow H_{2}SO_{4}} }